# John Diehl
Pour les articles homonymes, voir Diehl.
John Diehl est un acteur américain, né le 1er mai 1950 à Cincinnati, dans l'Ohio (États-Unis).

## Biographie
Né à Cincinnati, dans l’Ohio, John Diehl débarque à New York à l’âge de 19 ans. Mais ce n’est que neuf ans plus tard qu’il songe à devenir comédien. Il s’installe alors à Los Angeles où il entame une carrière à la télévision et au cinéma. Il se fait notamment connaître avec le rôle de l’inspecteur Larry Zito, dans la série culte Deux flics à Miami dès 1984. Il abandonne pourtant le rôle dès la troisième saison, considérant qu’il est temps de passer à autre chose…
Acteur désormais recherché, il tourne sous la direction de cinéastes de renom, comme John Carpenter dans New York 1997 (1980), Ivan Reitman dans Les Bleus, Joel Schumacher dans Le Client (1994), Stephen Frears dans The Hi-Lo Country (1997), Wayne Wang dans Ma mère, moi et ma mère (1999), Oliver Stone dans Nixon (1995), Martha Coolidge dans Trois Vœux (1995), de Wim Wenders dans The End of Violence (1996)  et Land of Plenty (2004), Michael Bay dans Pearl Harbor (2001) ou encore Joe Johnston dans Jurassic Park 3 (2001).
Parallèlement, il multiplie les apparitions dans plusieurs prestigieuses séries télévisées telles que X-Files : Aux frontières du réel, À la Maison-Blanche, FBI : Portés disparus, Karen Sisco, Profiler, Urgences, Cold Case : Affaires classées et New York Police Blues.
John Diehl est également comédien de théâtre. On a notamment pu le voir dans trois pièces mises en scène par Sam Shepard : A Lie of The Mind aux côtés de Holly Hunter et James Gammon, Action et Killer’s Head.

## Filmographie

### Cinéma
- 1980 : Falling in Love Again : ami de Pompadour
- 1981 : New York 1997 (Escape from New York) : Punk
- 1981 : Les Bleus (Stripes) : Cruiser
- 1983 : Hysterical : conducteur de Taxi
- 1983 : Joysticks de Greydon Clark : Arnie
- 1983 : Bonjour les vacances... (Vacation) : Assistant Mécanicien
- 1983 : D.C. Cab de Joel Schumacher : Head Kidnapper
- 1984 : Angel : Billy Boy / Killer
- 1985 : The Revelations of Becka Paulsen : Joe Paulson
- 1985 : City Limits (en) d'Aaron Lipstadt : Whitey
- 1987 : The Hanoi Hilton : Murphy
- 1987 : Walker d'Alex Cox : Stebbins
- 1988 : Cool Blue (vidéo) : Clayton
- 1990 : Madhouse : Fred
- 1990 : Parasite (The Dark Side of the Moon) : Philip Jennings
- 1991 : Trumpet n°7 : Bud
- 1991 : Extrême poursuite (A Climate for Killing) : Wayne Paris
- 1991 : Kickboxer 2 : Le Successeur (Kickboxer 2: The Road Back) : Jack
- 1991 : Whore : paria
- 1991 : Motorama : Phil
- 1992 : The Paint Job : père
- 1992 : Mo' Money : Keith Heading
- 1992 : Mikey : Neil Trenton
- 1993 : Chute libre (Falling Down) : Dad at Back Yard
- 1993 : La Télécommande magique (Remote) (vidéo) : Delbert Macoy
- 1993 : Gettysburg : Pvt. Bucklin
- 1994 : Mort ou presque (Almost Dead) : Eddie Herbek
- 1994 : Le Client (The Client) : Jack Nance
- 1994 : The New Age : Lyle
- 1994 : Stargate, la porte des étoiles (Stargate) : Lieutenant Kowalsky
- 1995 : Le Voleur d'âmes (The Outpost) : Alex
- 1995 : Trois vœux (Three Wishes) : père de Leland
- 1995 : Nixon d'Oliver Stone : Gordon Liddy
- 1996 : The Destiny of Marty Fine : Deke
- 1996 : Managua
- 1996 : Color of a Brisk and Leaping Day : Pinchot
- 1996 : Female Perversions : Jake Rock
- 1996 : Le Droit de tuer ? (A Time to Kill) : Tim Nunley
- 1996 : Foxfire : M. Buttinger
- 1996 : The Grave : J.C. Cole
- 1997 : Casualties : Polito
- 1997 : La Fin de la violence (The End of Violence) : Lowell Lewis
- 1997 : Les Ailes de l'enfer (Con Air) : Public Defender
- 1997 : Menace toxique (Fire Down Below) : Frank Elkins
- 1997 : Wanted : Recherché mort ou vif (Most Wanted) de David Hogan : capitaine de police
- 1998 : Davis Is Dead : le tueur
- 1998 : La Loi du sang (Monument Ave.) de Ted Demme : Digger
- 1998 : The Hi-Lo Country : Les Birk
- 1999 : Swap Meet
- 1999 : Ma mère, moi et ma mère (Anywhere But Here) : Jimmy
- 2000 : Falling Like This : Eddie Gallagher
- 2000 : Tully (en) : Mal 'Mac' MacAvoy
- 2000 : Les Âmes perdues (Lost Souls) : Henry Birdson
- 2001 : The Zeros de John Ryman : Burl
- 2001 : Pearl Harbor : Senior Doctor
- 2001 : Jurassic Park 3 : Cooper
- 2002 : SWAT unité d'élite : pilote
- 2003 : Just Another Story : Al
- 2003 : Bookies : Vincent
- 2003 : Out of Our Hands : Vic
- 2004 : I Pass for Human : Ex-mari
- 2004 : Land of Plenty : Paul
- 2005 : Down in the Valley : Steve
- 2006 : Running Out of Time in Hollywood
- 2006 : The House Is Burning : M. Garson
- 2006 : The Far Side of Jericho : Cash Thornton
- 2008 : Natural Disasters : John
- 2010 : Road to Nowhere
- 2022 : Armageddon Time de James Gray : Fred Trump

### Télévision
- 1980 : Rumeurs de guerre (en) (A Rumor of War) (TV) : D.T.
- 1980 : Cri d'amour (A Cry for Love) (TV)
- 1981 : Capitaine Furillo (Hill Street Blues) (série TV) : Tom
- 1982 : The Ambush Murders (TV) : Ferguson
- 1983 : Cagney et Lacey (Cagney & Lacey) (série TV)
- 1984 : Rick Hunter (Hunter) (série TV) : Bank Robber
- 1984 - 1987 : Deux flics à Miami (Miami Vice) (série TV) : Inspecteur Larry Zito
- 1988 : Meurtre à Atlantic City (Glitz) (TV) : Teddy Magyk
- 1988 : Monsters (série TV)
- 1989 : La Belle et la Bête (Beauty and the Beast) (série TV) : Vernon
- 1989 : Falcon Crest (feuilleton TV) : Gus Wallach
- 1990 : Dans la chaleur de la nuit (In the Heat of the Night) (série TV) : John Sevrance
- 1992 : Mann & Machine (série TV) : Concierge
- 1994 : La Loi de Los Angeles (L.A. Law) (série TV) : Kevin Delahanty
- 1995 : The Marshal (série TV) : Earl 'The Beast' Lipscomb
- 1995 : Buffalo Girls (TV) : General Custer
- 1995 : Amanda & the Alien (TV) : Colonel Rosencrans
- 1995 : The John Larroquette Show (série TV) : Chris
- 1996 : Ruby Jean and Joe (TV) : Harris Johnson
- 1996 : Profiler (série TV) : Toby 'The Wick' Wood
- 1996 : Urgences (ER) (série TV) : Johnson's Son
- 1997 : Nash Bridges (série TV) : Albert Foss
- 1997 : Au-delà du réel : L'aventure continue (The Outer Limits) (série TV) : Joe
- 1998 : Le Caméléon (The Pretender) (série TV) : Sheriff Delmont
- 1998 : Les Rois de Las Vegas (The Rat Pack) (TV) : Joe DiMaggio
- 1999 : Purgatory (TV) : Badger
- 1999 : X-Files : Aux frontières du réel (The X Files) (série TV) : Wilson 'Pinker' Rawls
- 1999 : JAG (série TV) : Raglan
- 2000 : La Loi du fugitif (18 Wheels of Justice) (série TV) : Matt Curran
- 2000 : La Famille Green (Get Real) (série TV) : Harris Forman
- 2000 : Point limite (Fail Safe) (TV) : Colonel Cascio
- 2001 : Temps mort (Dead Last) (série TV) : Richard Stengler
- 2002 : New York Police Blues (NYPD Blue) (série TV) : Joe Brady
- 2002 : Le Protecteur (The Guardian) (série TV) : Fortunato
- 2002 : À la Maison-Blanche (The West Wing) (série TV) : Claypool
- 2003 : Badge 714 (Dragnet) (série TV) : Dr. Rupert Miles
- 2003 : FBI : Portés disparus (Without a Trace) (série TV) : Doyle
- 2003 : Karen Sisco (série TV) : Junior McLeod
- 2005 : The Shield (série TV) : Assistant Chief Benjamin 'Ben' Gilroy
- 2005 : La Vie avant tout (série TV) : Mr. Lawson
- 2006 : Hidden Places (TV) : Frank
- 2006 : Jesse Stone: Death in Paradise (TV) : Jerry Snyder
- 2006 : Point Pleasant (série TV) : David Burke
- 2007 : Jericho (série TV) : Governor Trader
- 2007 : Cold Case : Affaires classées (Cold Case) (série TV) : Keller
- 2007 : Women's Murder Club (série TV) : Paul Galvan
- 2010 : Lie to Me : Charlie Eaton (saison 3, épisode 7)
- 2011 : Sam Axe : La Dernière Mission (Burn Notice: The Fall of Sam Axe) (TV) : Admiral James G. Lawrence

## Séries
- 1984 : Deux flics à Miami (1984) - Saison 1: Détective Larry Zito
- 1985 : Deux flics à Miami (1985) - Saison 2: Détective Larry Zito
- 1986 : Deux flics à Miami (1986) - Saison 3: Détective Larry Zito
- 1986 : La Belle et la Bête (1988) - Saison 2 - épisode : 19: Vernon
- 1989 : La Loi de Los Angeles (1989) - Saison 4 - épisode : 20: Kevin Delahanty
- 1993 : La Loi de Los Angeles (1993) - Saison 8 - épisode : 14:  Tim
- 1996 : Nash Bridges (1996) - Saison 2 - épisode : 15: Albert Foss
- 1996 : Profiler (1996) - Saison 1 - épisode : 2 : Prisonnier
- 1996 : Urgences (1996) - Saison 3 - épisode : 3 :
- 1997 : Au-delà du réel, l'aventure continue (1997) - Saison 3 - épisode : 15 : Joe Paulson
- 1997 : Le Caméléon (1997) - Saison 2 - épisode : 19 :  Shérif Delmont
- 1998 : Sliders : Les Mondes Parallèles (1998) - Saison 3 - épisode : 18 :  Docteur Tasler
- 1998 : X-Files : Aux frontières du réel (1998) - Saison 6 - épisode : 17 : Wilson Rawls
- 1999 : JAG (1999) - Saison 5 - épisode : 7: Raglan
- 1999 : À la Maison blanche (1999) - Saison 1 - épisode : 11 : Claypoole
- 1999 : Sliders : Les Mondes Parallèles (1999) - Saison 4 - épisode : 18 :  Ben Sigle
- 2000 : La Loi du fugitif (2000) - Saison 1 - épisode : 3 : Matt Curran
- 2000 : Sliders : Les Mondes Parallèles (2000) - Saison 5 - épisode : 13 :  Réceptionniste
- 2001 : New York Police Blues (2001) - Saison 9 - épisode : 17 : Joe Brady
- 2002 : Dragnet (2002) - Saison 1 - épisode : 8
- 2002 : Le Protecteur (2002) - Saison 2 - épisode : 10
- 2002 : The Shield (2002) - Saison 1 - épisode : 2, 3, 7, 8, 12, 13: Ben Gilroy
- 2002 : À la Maison blanche (2002) - Saison 4 - épisode : 11 : Claypoole
- 2003 : Karen Sisco (2003) - Saison 1 - épisode : 5 : Junior McLeod
- 2003 : The Shield (2003) - Saison 2 - épisode : 9 : Ben Gilroy
- 2003 : FBI : portés disparus (2003) - Saison 2 - épisode : 2 :
- 2004 : Point Pleasant, entre le Bien et le Mal (2004) - Saison 1 - épisode : 4, 6, 8, 13 : David Burke
- 2006 : Jericho (2006) - Saison 1 - épisode : 13: le marchand
- 2003 : Cold Case : affaires classées (2006) - Saison 4 - épisode : 17 : Keller
- 2019 : Castle Rock - Saison 2 - épisode : 7 : John